# إبراهيم حجاج (ممثل)
إبراهيم حجاج (31 يناير 1934 في ولاية المدية – 8 مارس 1996) ممثل جزائري

## سيرة
ولد إبراهيم حجاج في 31 يناير 1934 بالمدية بالجزائر، بدأت مسيرته مع فيلم «معركة الجزائر» (1966) للمخرج الإيطالي جيلو بونتيكورفو. ولعب الممثل البالغ من العمر 32 عامًا الدور الرئيس، وهو دور البطل الثوري الجزائري علي عمار (1930-1957)، المعروف بالاسم المستعار "علي لابوانت" والذي حمله خلال فترة نضاله ضد جيش الاستعمار الفرنسي، الذي استشهد أثناء قصف المستعمر الفرنسي مخبأهم في القصبة. حصل الفيلم على العديد من الجوائز والترشيحات منها جائزة الأسد الذهبي في مهرجان البندقية السينمائي عام 1966، وحصل بونتيكورفو على جائزة الأوسكار لأفضل مخرج عام 1979.
حقق "معركة الجزائر" نجاحا عالميا، وأصبح إبراهيم حجاج الوجه المشرق للجزائر والممثل الأول في البلاد. في أذهان كل الجزائريين أصبح "علي لابوانت"، في فيلم يفضح للعالم انتهاكات الجيش الاستعماري الفرنسي تحت غطاء "حملات التهدئة"، التي كانت تخضع للرقابة من قبل وسائل الإعلام الفرنسية. أصبح إبراهيم حجاج في منتصف الستينيات، البطل المتمرد، وأيقونة براقة لشباب بأكمله يؤمن بإمكانية عالم أكثر مساواة. حول إسناد دور علي لابوانت إلى إبراهيم حجاج، هناك أسطورة كاملة، يقول البعض إن المخرج جيلو بونتيكورفو وهو جالس على شرفة مقهى تانتونفيل بالجزائر العاصمة، رأى حجاج يمر بالصدفة وعرض عليه الدور. سواء كان اختيار الممثلين جامحًا أم لا، وجد جيلو بونتيكورفو الطبيعة والعفوية والرشاقة التي كان يبحث عنها في إبراهيم، لفيلمه السينمائي الواقعي الذي أراد أن يكون أقرب ما يكون إلى فيلم وثائقي.
واصل إبراهيم مسيرته مع لوتشينو فيسكونتي عام 1967 في فيلم "الغريب"، عام 1969 في فيلم الأفيون والعصا لأحمد رشيدي، في دور عمر، عام 1971 في فيلم دورية نحو الشرق لعمار العسكري. عام 1974 مع أحمد رشيدي في "الإصبع في الترس"، عام 1975 محمد لخضر حمينة في فيلم وقائع سنين الجمر، عام 1986 هو سي عمر في سنوات التويست المجنونة لمحمود زموري.
في التسعينيات، في منتصف العشرية السوداء، زادت الهجمات بالقنابل في الجزائر العاصمة وفي جميع أنحاء البلاد، ولم تعد الثقافة أولوية بالنسبة للمؤسسات، وفر عدد كبير من المثقفين والصحفيين والفنانين، المهددين، من البلاد. كانت السنوات الأخيرة من حياة إبراهيم حجاج بحي الكاليتوس، بمنطقة الشرارة، صعبة. شُخصت إصابة الحجاج بورم في المخ. وبينما استغرق الأمر بعض الوقت لجمع الأموال لإرساله إلى الخارج لإجراء عملية جراحية، توفي في 8 مارس 1996 في الجزائر العاصمة.

## فيلموغرافيا
| السنة | العنوان                                             | المخرج                   | الدور       |
| ----- | --------------------------------------------------- | ------------------------ | ----------- |
| 1966  | معركة الجزائر                                       | جيلو بونتيكورفو          | علي لابوانت |
| 1967  | الغريب (بالفرنسية: L'Étranger)‏                      | لوتشينو فيسكونتي         | عربي        |
| 1969  | الأفيون والعصا                                      | أحمد راشدي               | عمار        |
| 1971  | دورية نحو الشرق                                     | عمار العسكري             | رجل ثوري    |
| 1974  | مأزق الدوامة (بالفرنسية: Le Doigt dans l'engrenage)‏ | أحمد راشدي               |             |
| 1975  | وقائع سنين الجمر                                    | محمد الأخضر حمينة        |             |
| 1982  | إمبراطورية الأحلام (بالفرنسية: L'Empire des rêves)‏  | جان بيير ليدو [الفرنسية] |             |
| 1983  | سنوات التويست المجنونة                              | محمود زموري              | سي عمار     |
| 1985  | الشيخ بوعمامة                                       | بن عمار بختي             |             |

## روابط خارجية
- إبراهيم حجاج على موقع IMDb (الإنجليزية)
- إبراهيم حجاج على موقع ألو سيني (الفرنسية)
- إبراهيم حجاج على موقع أول موفي (الإنجليزية)
- إبراهيم حجاج على موقع قاعدة بيانات الأفلام السويدية (السويدية)
- إبراهيم حجاج على موقع قاعدة بيانات الأفلام السويدية (السويدية)
- إبراهيم حجاج على موقع قاعدة بيانات الفيلم (الإنجليزية)
- إبراهيم حجاج على موقع كينوبويسك (الروسية)